# 卑滿 (新南威爾斯州)

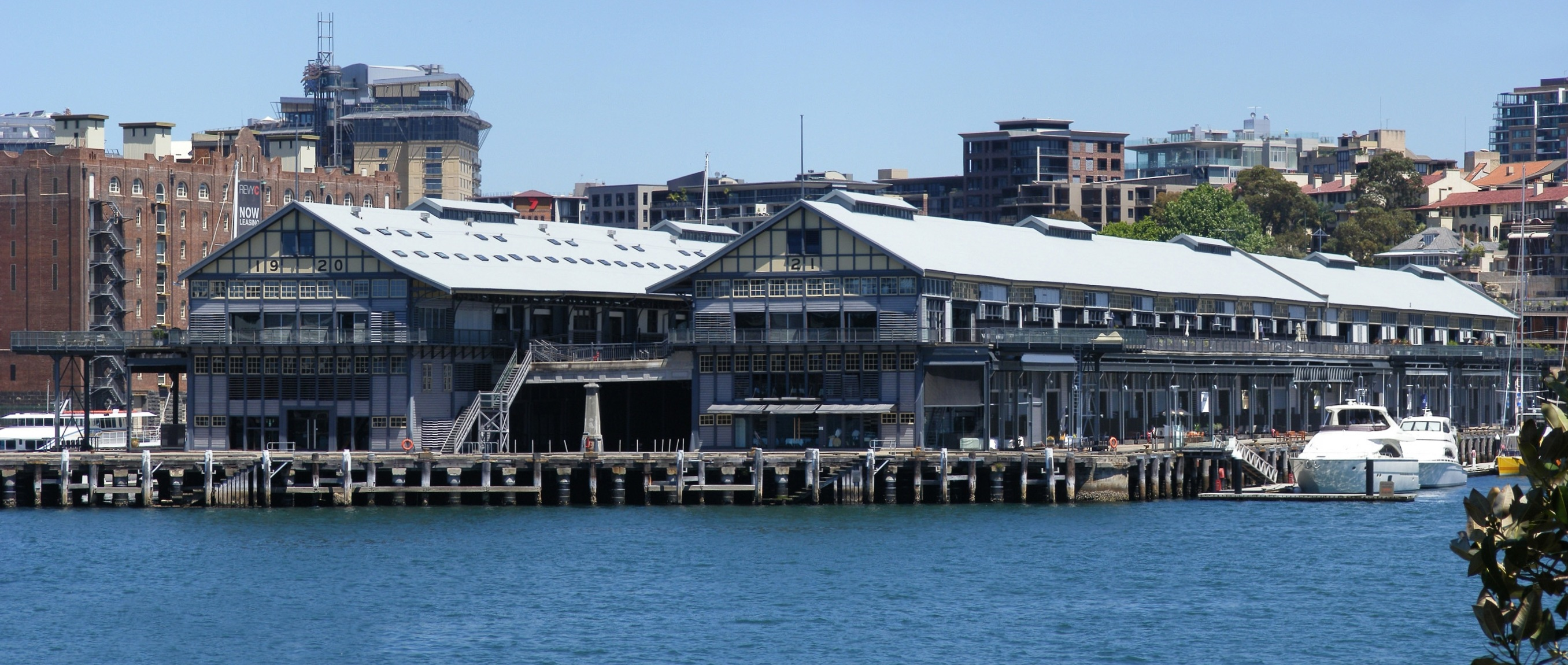
卑滿碼頭

卑滿是澳洲新南威爾斯州雪梨的一個內城市區，位於雪梨商業中心區西南方2（1.2英里），雪梨市地方政府行政區內。該區亦是達令港地區的一部分。截至2011年，卑滿是澳洲人口最稠密的市區。

## 圖集

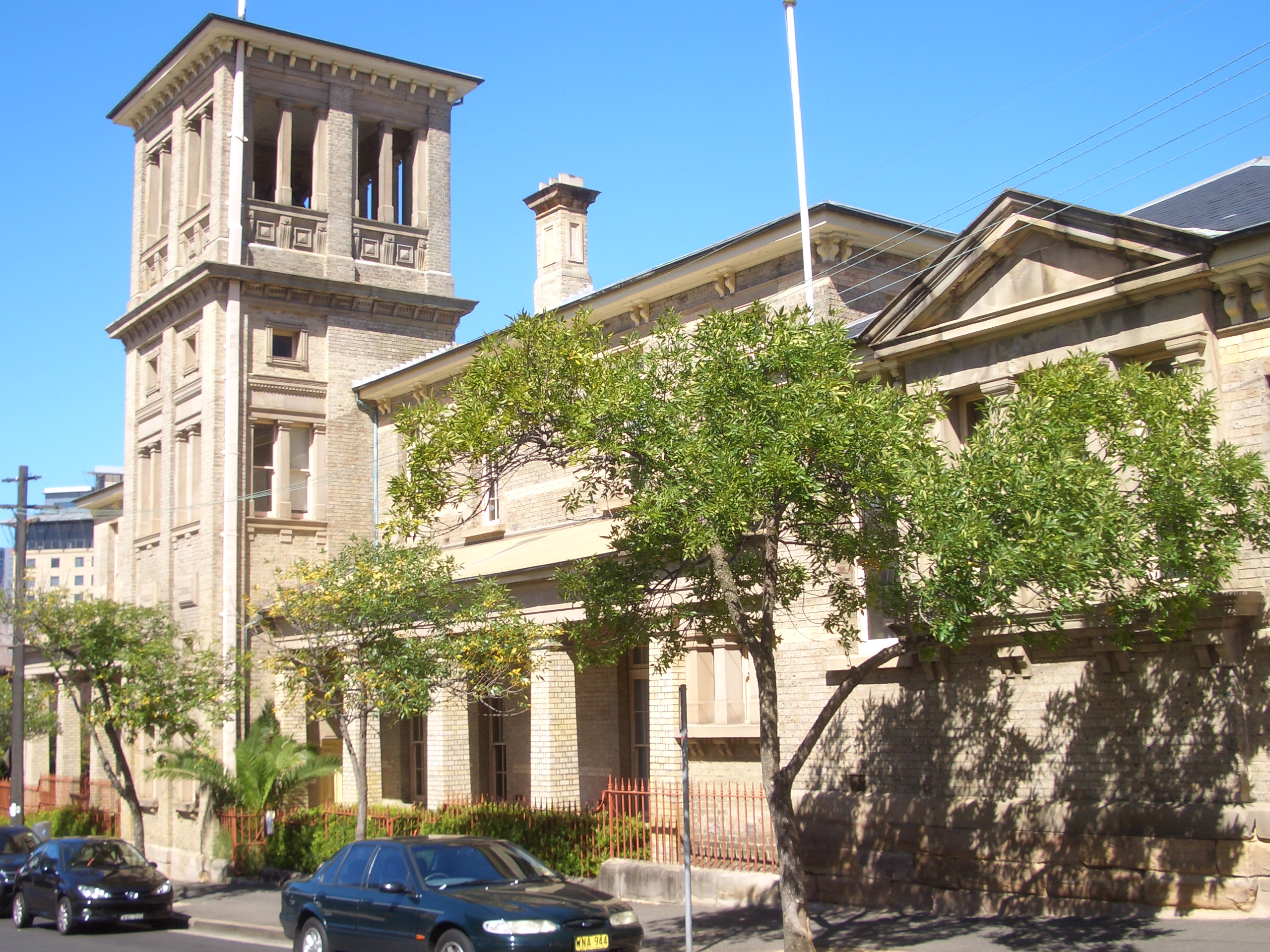
卑滿公立學校
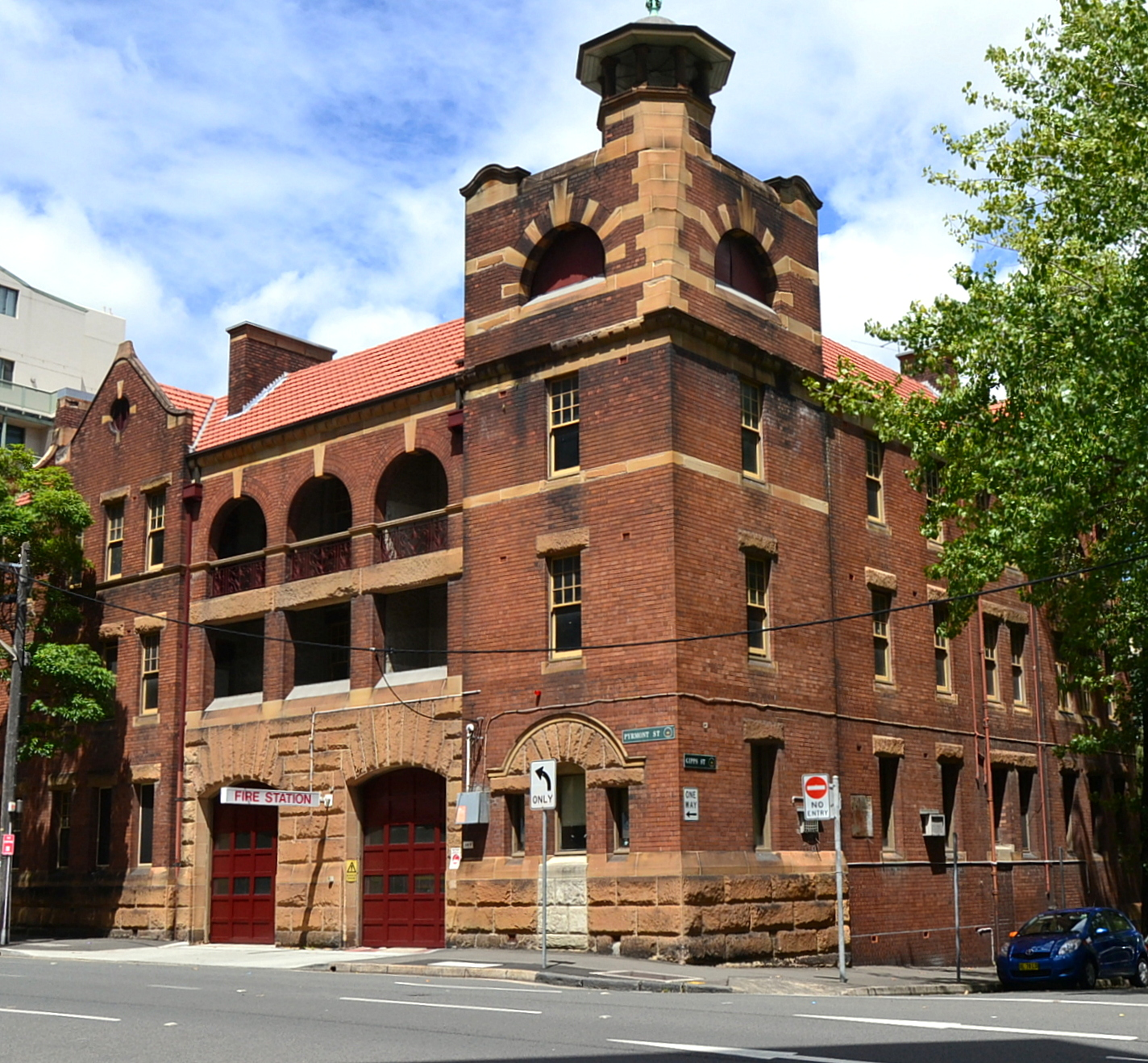
卑滿消防局
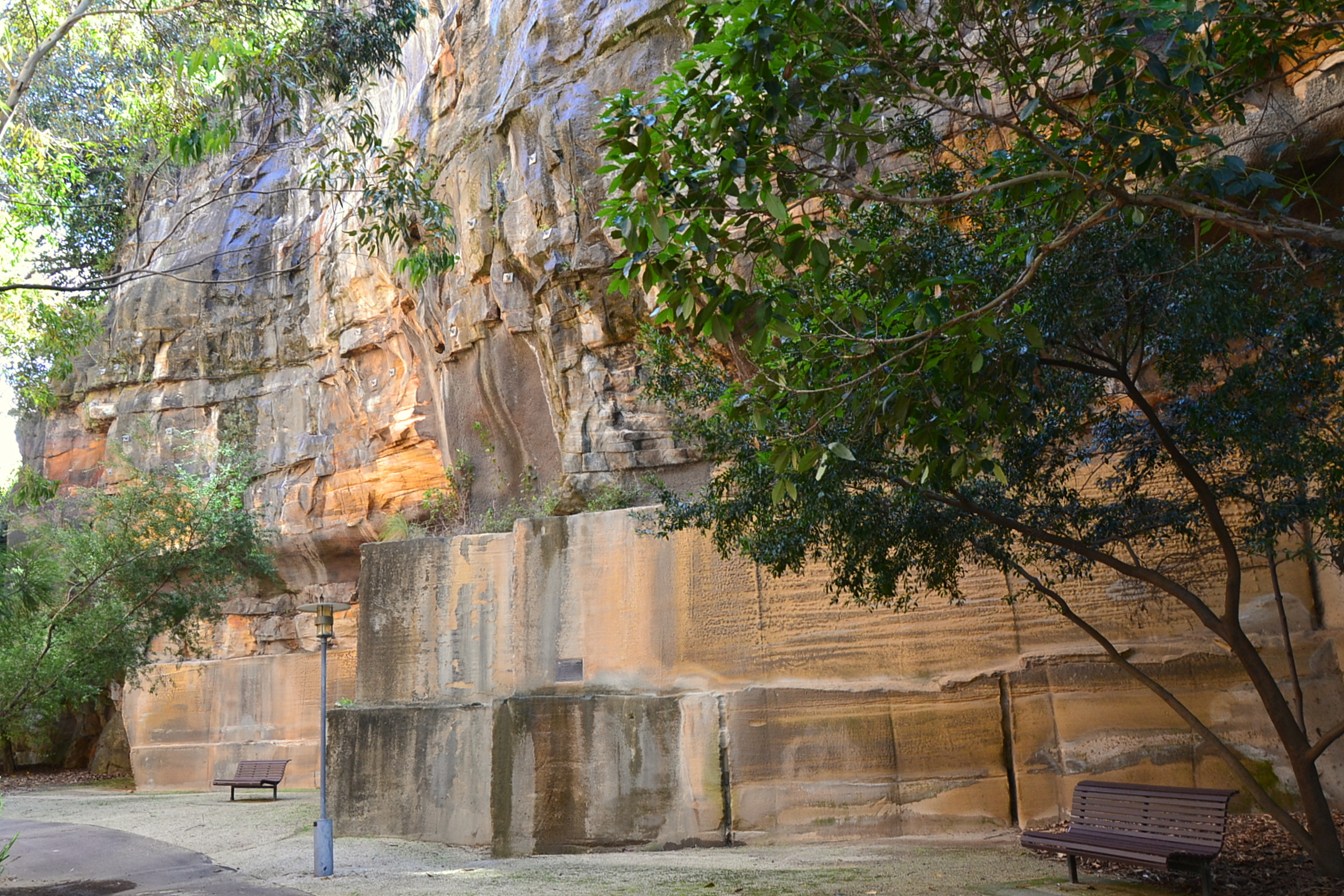
查理斯桑達士天國石礦場（Charles Saunders's Paradise Quarry）[註 2]
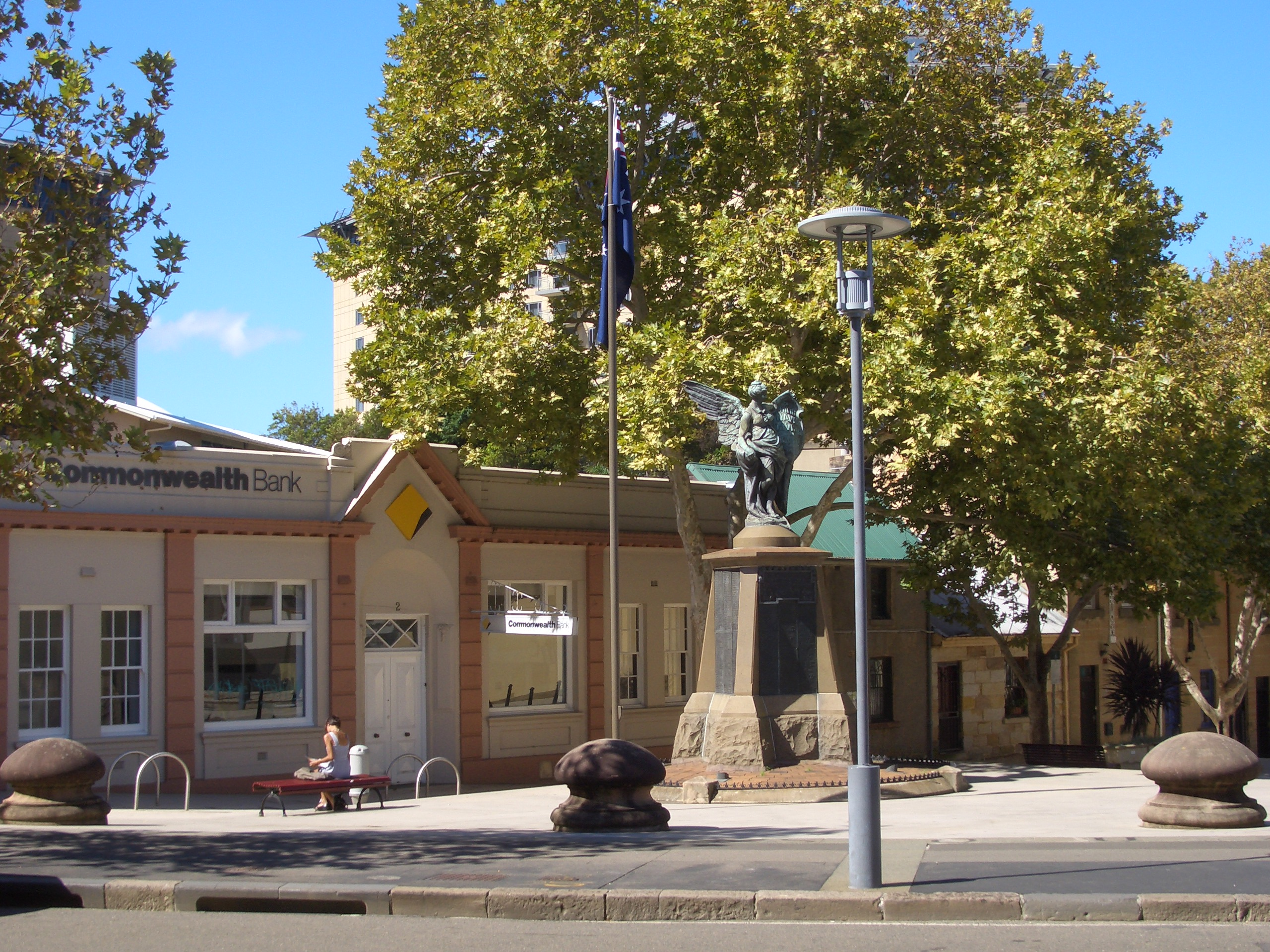
聯合廣場（Union Square）
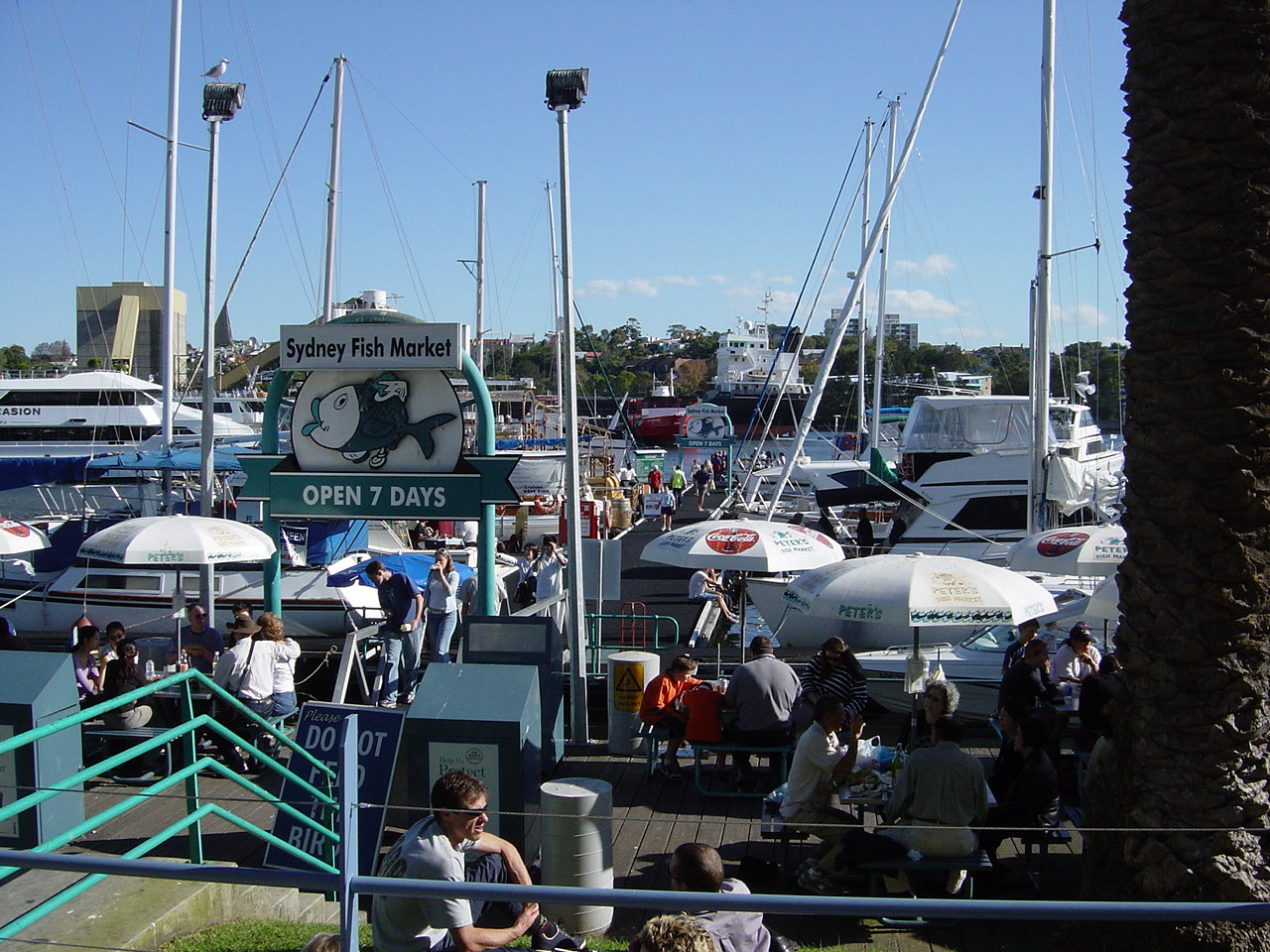
雪梨魚市場
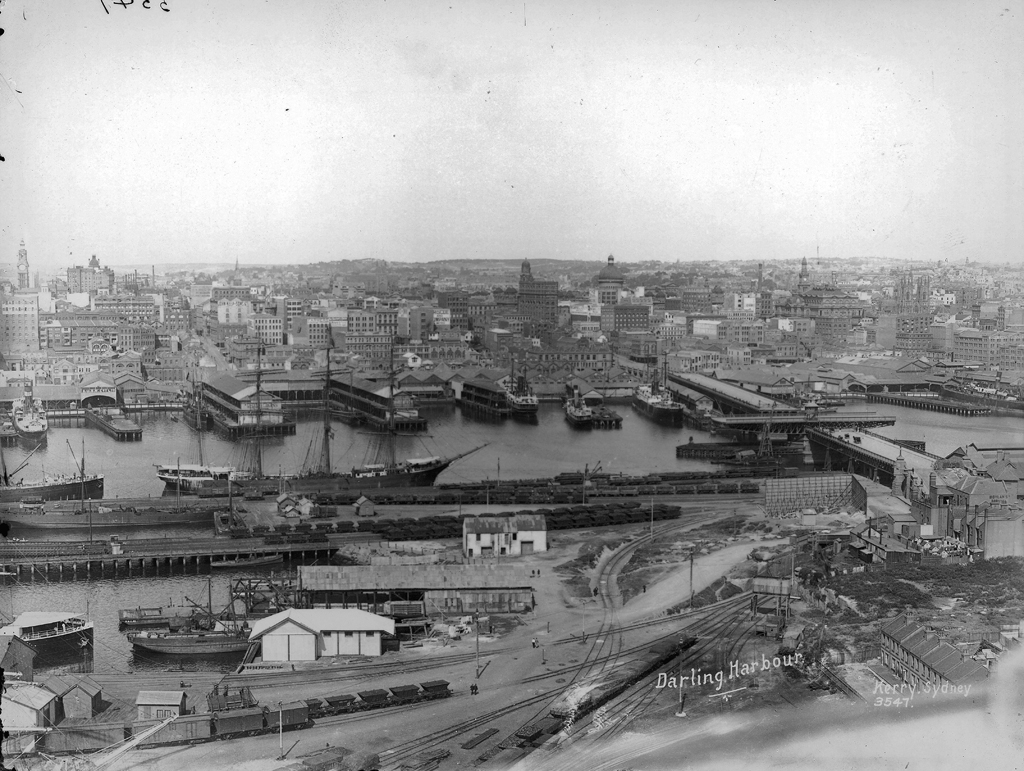
卑滿橋，攝於1900年
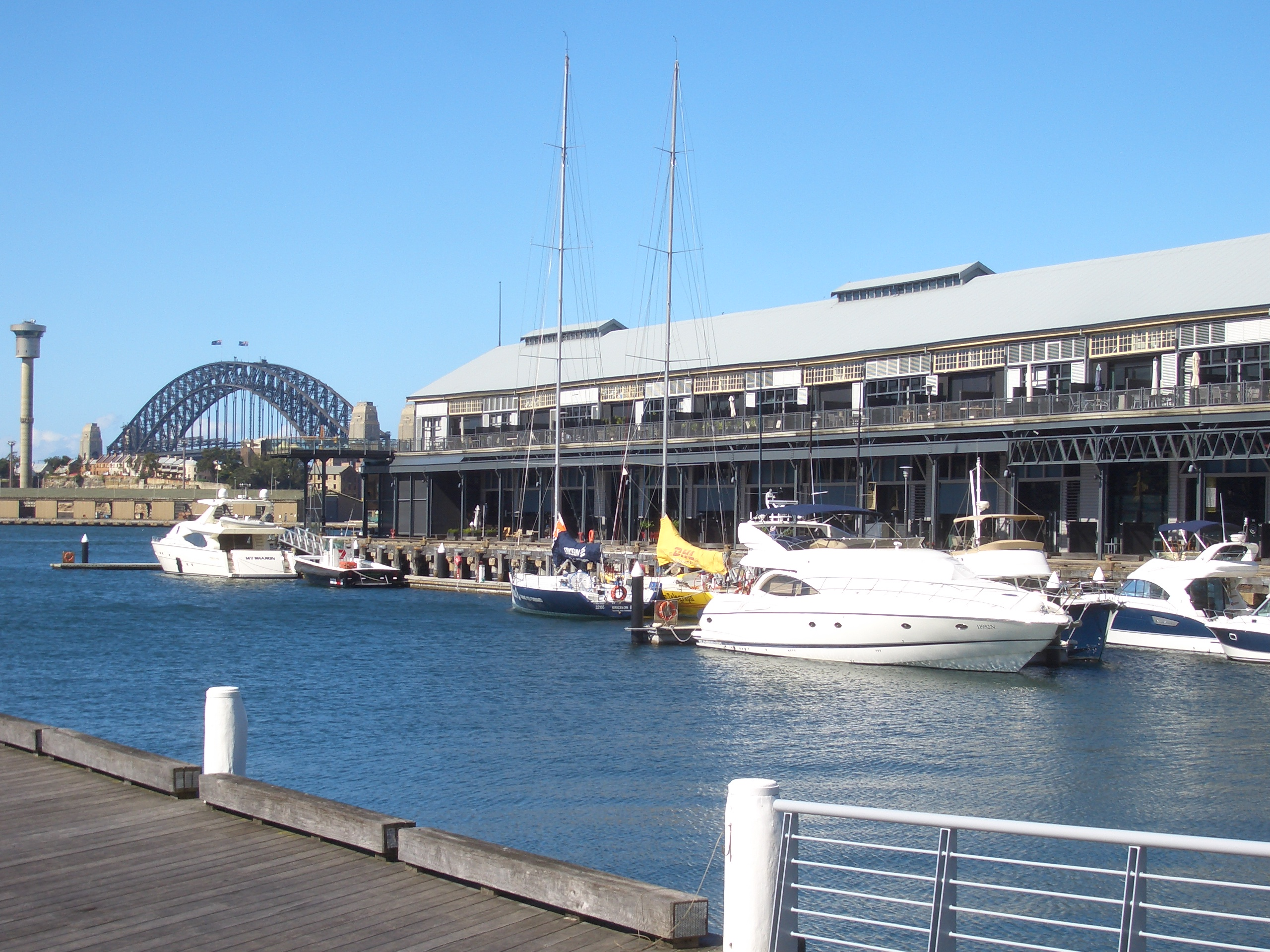
卑滿碼頭
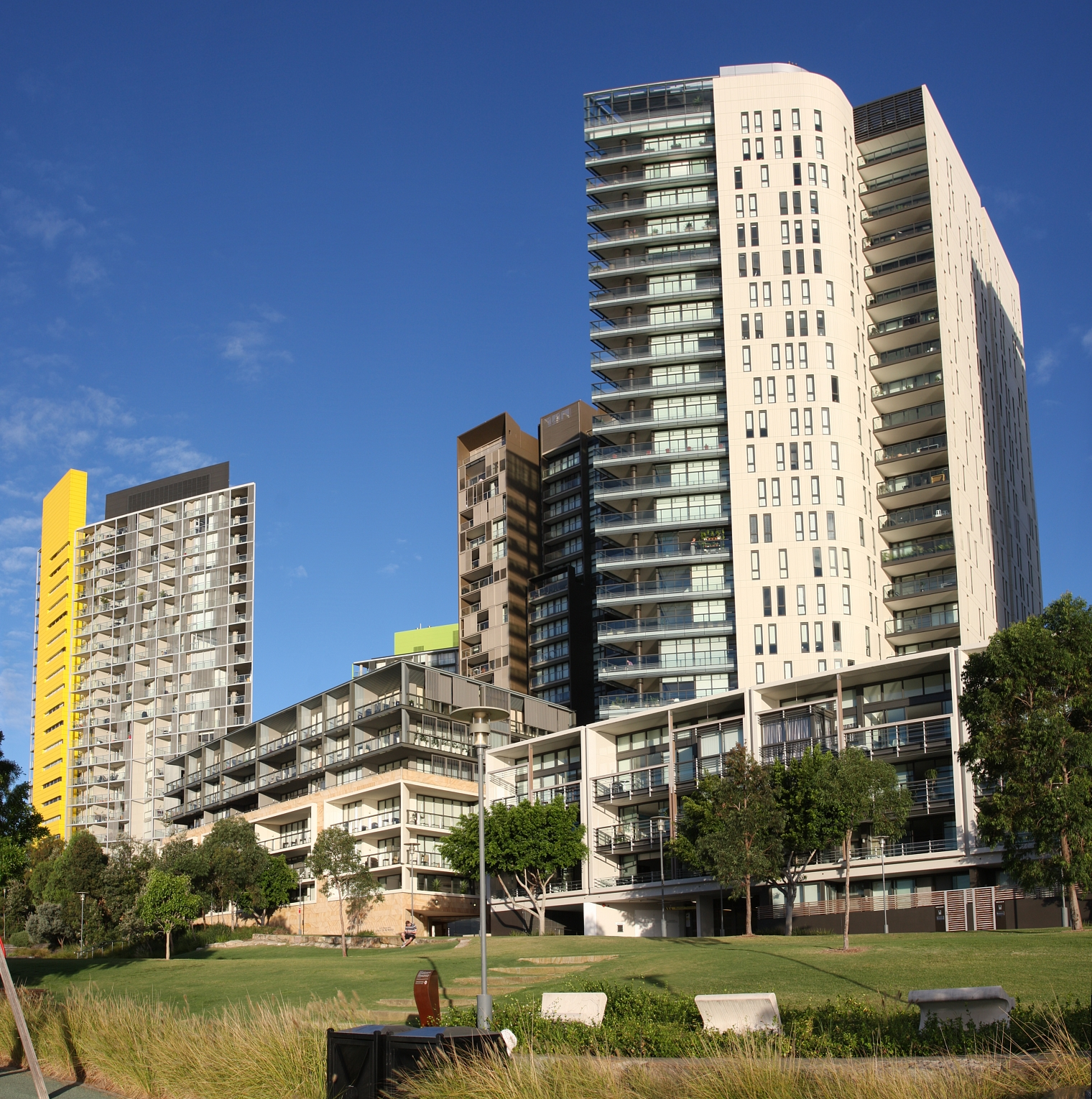
住宅樓宇
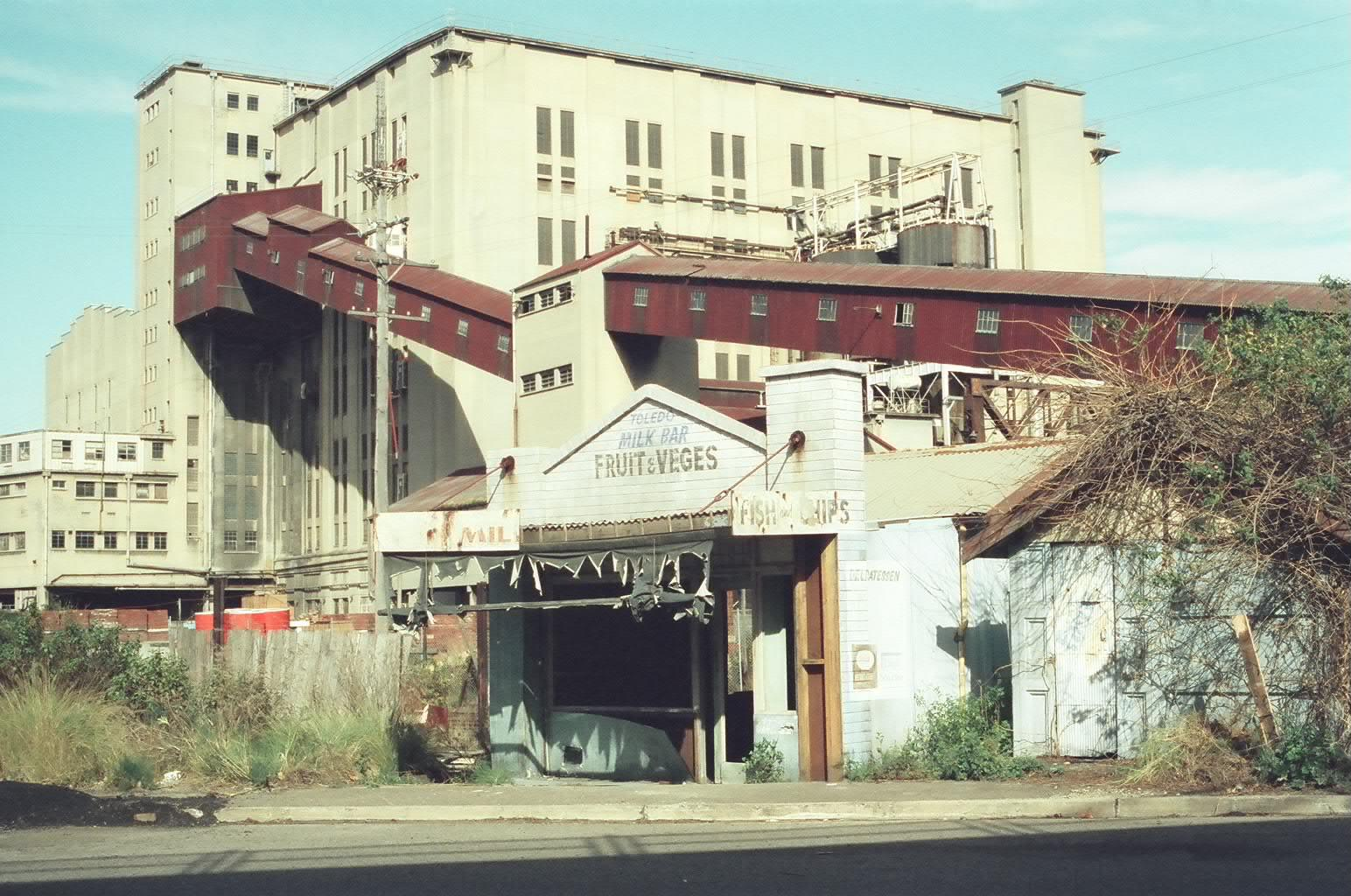
卑滿發電廠（英语：Pyrmont Power Station）
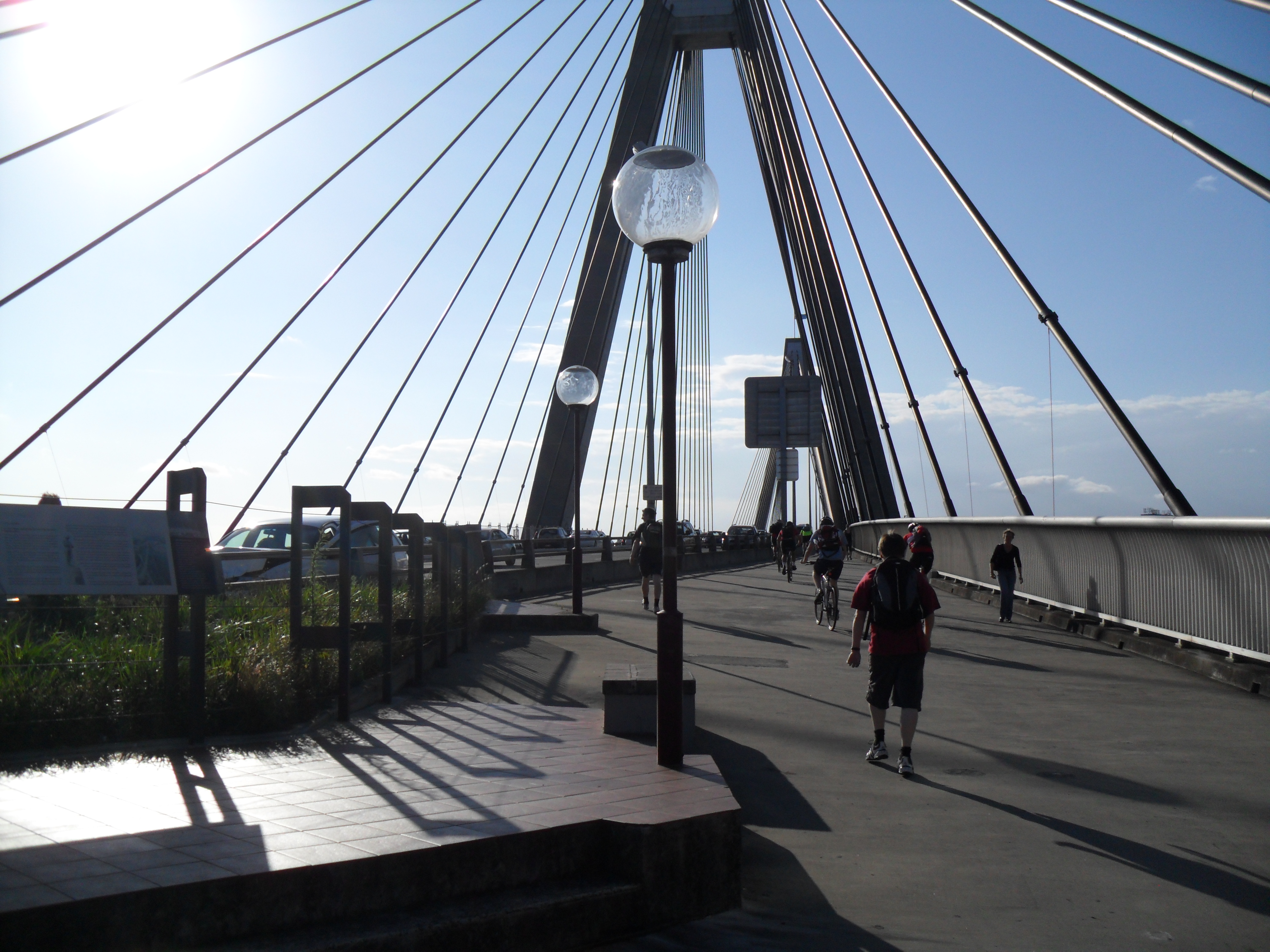
安薩橋
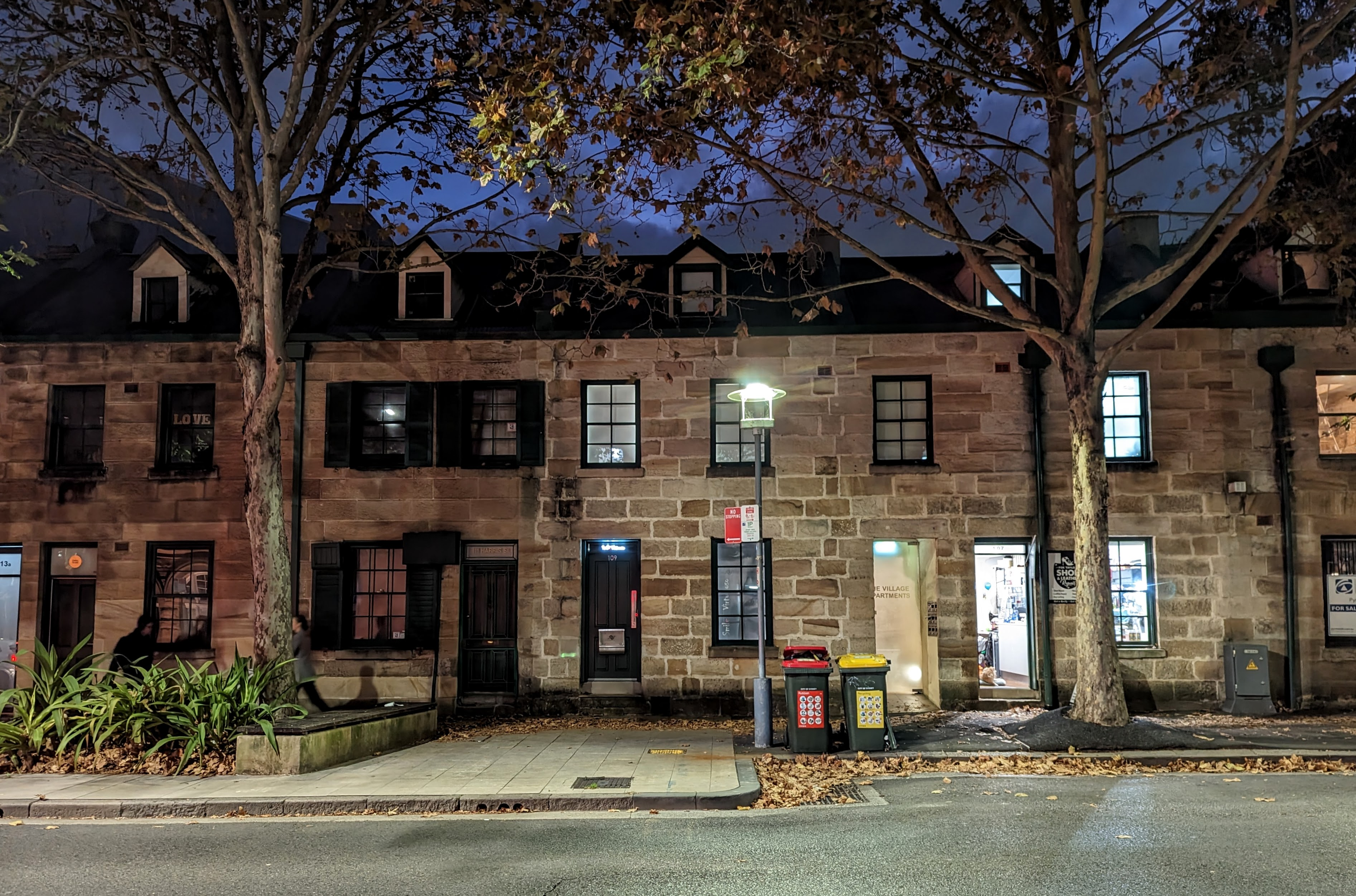
排列連接式屋宇，位於蝦利士街

## 外部連結
- From heaven to hell in one easy walk （页面存档备份，存于）
- Paradise, Purgatory and Hellhole: a history of Pyrmont and Ultimo （页面存档备份，存于）
- Ultimo + Pyrmont a decade of renewal
- Pyrmont Suburb Profile （页面存档备份，存于）
- City of Sydney Historical Walking Tour Map of Pyrmont （页面存档备份，存于）
- Shirley Fitzgerald - City of Sydney History Unit. . Dictionary of Sydney. 2008  [29 September 2015]. （原始内容存档于2023-12-19）. [CC-By-SA]